# Andrena komarowii
Andrena komarowii är en biart som beskrevs av Oktawiusz Radoszkowski 1886.
Andrena komarowii ingår i släktet sandbin, och familjen grävbin. Inga underarter finns listade i Catalogue of Life.